# José María Orellana Pinto

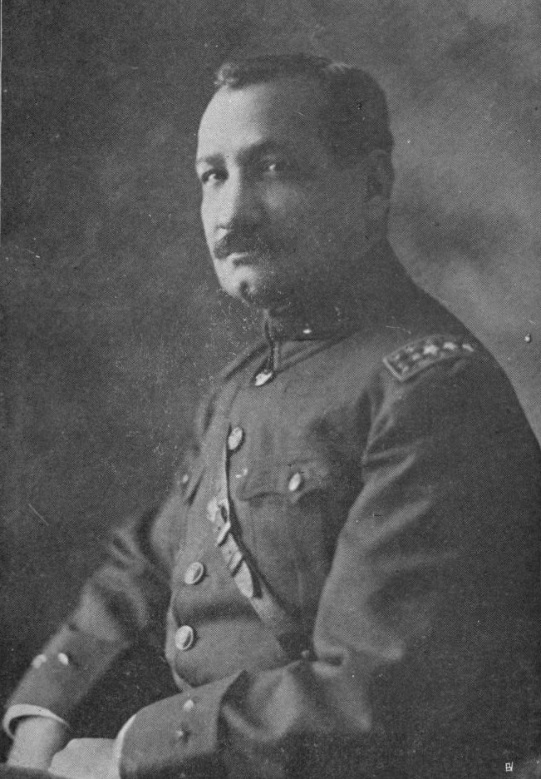
José María Orellana Pinto (1921)

José María Orellana Pinto (* 11. Juli 1872 in El Jícaro; † 26. September 1926 in Antigua Guatemala) war vom 10. Dezember 1921 bis 26. September 1926 guatemaltekischer Präsident.

## Leben
Seine Eltern waren Leonor Pinto und Esteban Orellana.
Sein Vorgänger Herrera weigerte sich die Konzessionen der United Fruit Company auszuweiten. Calvin Coolidge intervenierte. 
General Orellana führte ein Kommando mit den Generälen José María Lima und Miguel Larrave an und ließ Herrera stürzen. Im Mai 1922 verhängte Orellana den Ausnahmezustand und ließ die Druckereien der Tageszeitungen El Día und El imparcial beschlagnahmen. 1924 ließ er zur Emission von Quetzales die Banco Central de Guatemala gründen. Während seiner Amtszeit wurde die Escuela Normal Superior gegründet und mehr als 500 Kilometer Straßen gebaut. Er starb am 26. September 1926 um 0:15 Uhr im Hotel Manchen an Angina Pectoris.

## Ehrungen
Das Konterfei von José María Orellana Pinto ist auf der 1-Quetzal-Banknote abgebildet.
| Vorgänger             | Amt                                                            | Nachfolger             |
| --------------------- | -------------------------------------------------------------- | ---------------------- |
| Carlos Herrera y Luna | Präsidenten von Guatemala 10. Dezember 1921–26. September 1926 | Lázaro Chacón González |

| Personendaten    | Personendaten               |
| ---------------- | --------------------------- |
| NAME             | Orellana Pinto, José María  |
| KURZBESCHREIBUNG | guatemaltekischer Präsident |
| GEBURTSDATUM     | 11. Juli 1872               |
| GEBURTSORT       | Jícaro                      |
| STERBEDATUM      | 26. September 1926          |
| STERBEORT        | Antigua Guatemala           |